# The Best of Michael Jackson
The Best of Michael Jackson je kompilacija s najvećim uspješnicama američkog glazbenika Michaela Jacksona, kojeg 1975. godine objavljuje diskografska kuća Motown.
Album se prodao u više od 2.2 milijuna primjeraka i završio je na 44. mjestu američke R&B top ljestvice. A Collection of Michael Jackson's Oldies bila je njegov prvi kompilacijski album koji je objavljen 8. prosinca 1972. godine.

## Popis pjesama
1. "Got to Be There"
2. "Ben"
3. "With a Child's Heart"
4. "Happy" (love theme from Lady Sings the Blues)
5. "One Day in Your Life"
6. "I Wanna Be Where You Are"
7. "Rockin' Robin"
8. "We're Almost There"
9. "Morning Glow"
10. "Music and Me"

## Vanjske poveznice
- Allmusic - Recenzija albuma